# A. Bertram Chandler
Arthur Bertram Chandler (n. 28 martie 1912, Aldershot, Anglia, Regatul Unit al Marii Britanii și Irlandei – d. 6 iunie 1984, Sydney, Noul Wales de Sud, Australia) a fost un scriitor anglo-australian de literatură științifico-fantastică. A fost nominalizat la Premiul Retro-Hugo pentru cea mai bună nuvelă (pentru "Giant Killer" din 1945). Chandler a lucrat ca ofițer pe o navă comercială înainte de a scrie.

## Biografie
În 1956, a emigrat în Australia și a devenit cetățean australian. Aici a lucrat pe ruta Sydney-Hobart.
Chandler a comandat diferite nave comerciale din Australia și Noua Zeelandă și a fost ultimul ofițer la bord al portavionului HMAS Melbourne, conform legii, în timp ce a fost pus în așteptare pentru a fi remorcat în China pentru a fi dezmembrat.
Fiica lui Chandler, Jenny Chandler, s-a căsătorit cu scriitorul britanic de literatură de groază Ramsey Campbell. A fost tatăl Penelopei Anne Chandler și, de asemenea, al lui Christopher John Chandler.

### Carieră literară
Descrierile lui Chandler despre viața la bordul navelor spațiale și relațiile dintre membrii echipajului en route provin din experiența sa la bordul navelor maritime și dau astfel un sentiment de realism rar întâlnit la alți scriitori. El a fost cel mai bine cunoscut pentru seria sa  Rim World  și pentru romanele John Grimes, ambele având o aromă distinctă navală. În acesta din urmă, eroul principal al lui Chandler, John Grimes, este un marinar entuziast care are aventuri ocazionale pe oceanele diferitelor planete extraterestre. 
Chandler a scris peste 40 de romane și 200 de opere de ficțiune scurtă. El a câștigat Premiul Ditmar pentru povestirea „The Bitter Pill” (în 1971) și pentru trei romane: False Fatherland (în 1969), The Bitter Pill (în 1975) și The Big Black Mark (în 1976).

## Lucrări scrise

### SeriaRim World
- "Gift Horse" (If, 1958)
- The Rim of Space (Avalon, 1961)
- Beyond the Galactic Rim (Ace, 1963) include:
  - "Forbidden Planet" (Fantastic Universe, 1959)
  - "Wet Paint" (Amazing, 1959)
  - "The Man Who Could Not Stop" (F&SF, 1959)
  - "The Key" (Fantastic, 1959)
- Rendezvous on a Lost World (Ace, 1961) și ca When the Dream Dies (Allison & Busby, 1981)
- Bring Back Yesterday (Ace, 1961)
- The Ship from Outside (Ace, 1963)
- "Rimghost" (Famous SF, 1967)
- Catch the Star Winds (Lancer, 1969)

### DespreRim WorldșiGrimes
- The Deep Reaches of Space (1964)

### SeriaEmpress Irene
- Empress of Outer Space (1965)
- Space Mercenaries (1965)
- Nebula Alert (1967)

### Romane John Grimes
- Early Grimes 
  - The Road to the Rim (Ace, 1967)
  - To Prime The Pump (Curtis, 1971)
  - The Hard Way Up (Ace, 1972) include:
    - "With Good Intentions"
    - "The Subtracter" (Galaxy, 1969)
    - "The Tin Messiah" (Galaxy, 1969)
    - "The Sleeping Beauty" (Galaxy, 1970)
    - "The Wandering Buoy" (Analog, 1970)
    - "The Mountain Movers" (Galaxy, 1971)
    - "What You Know" (Galaxy, 1971)

  - The Broken Cycle (Robert Hale, 1975)
  - False Fatherland (Horwitz, 1968) și ca Spartan Planet (Dell, 1969)
  - The Inheritors (Ace, 1972)
  - The Big Black Mark (DAW, 1975)
- Middle Grimes  
  - The Far Traveller (Robert Hale, 1977)
  - Star Courier (1977)
  - To Keep The Ship (Robert Hale, 1978)
  - Matilda's Stepchildren (Robert Hale, 1979)
  - Star Loot (DAW, 1980; Robert Hale, 1981)
  - The Anarch Lords (DAW, 1981)
  - The Last Amazon (DAW, 1984)
  - The Wild Ones (Paul Collins, 1984)
- Late Grimes – Grimes, Rim World Commodore
  - Into the Alternate Universe (Ace, 1964)
  - Contraband from Other Space (Ace, 1967)
  - The Rim Gods (Ace, 1969) include:
    - "The Rim Gods" (1968)
    - "The Bird-Brained Navigator" (1968)
    - "The Tin Fishes" (1968)
    - "Last Dreamer" (1968)

  - Alternate Orbits (aka The Commodore at Sea) (Ace, 1971) include:
    - "Hall of Fame" (Galaxy, 1969)
    - "The Sister Ships" (Galaxy, 1971)
    - "The Man Who Sailed the Sky"
    - "The Rub" (Galaxy, 1970)

  - The Gateway to Never (Ace, 1972)
  - The Dark Dimensions (1971)
  - The Way Back (Robert Hale, 1976)

### Alte romane
- The Hamelin Plague (1963)
- Glory Planet (1964)
- The Coils of Time (1964)
- The Alternate Martians (1965)
- The Sea Beasts (1971)
- The Bitter Pill (1974)
- Kelly Country (1983)
- Frontier of the Dark (1984)

### Povestiri
- "Giant Killer" (1945)

Catalogată povestire în genul „Univers de buzunar” ("pocket universe") de către The Encyclopedia of Science Fiction, „Giant Killer” este povestită din punctul de vedere al unei colonii de mutanți care trăiesc într-o navă spațială. Cu toate că, în cele din urmă (în propoziția finală), s-au dovedit a fi șobolani, acestea sunt forme de viață simțitoare-inteligente: au o cultură, completată de căsătorii, clarvăzători, structuri guvernamentale, echipamente de siguranță specializate și lupte rituale. Sunt analfabeți, cu toate acestea: se minunează în timp ce uriașii fac semne negre pe „piele”, lucru pe care îl percep ca pe o formă enigmatică de „vrăjitorie”. „Giganții ucigași” din titlul poveștii sunt oamenii care au construit și călătoresc cu o nava spațială. Se face multe eforturi din partea mutanților pentru a înțelege lumea fascinantă a giganților, inclusiv a unor locuri precum Locul vieții-care-nu-este-viață, evident laboratorul de robotică. Povestirea a apărut prima dată în numărul din octombrie 1945 al revistei Astounding Science Fiction. A fost pe lista scurtă pentru premiul Retro Hugo pentru cea mai bună nuvelă.
- "Castaway" (1947)[13]
- "Preview of Peril" (1948)
- "Jetsam" (1953)[13]
- "The Cage" (1957)[13]
- "The Half Pair" (1957)[13]
- "The Bureaucrat" (1958)
- "Critical Angle" (1958)[13]
- "Chance Encounter" (1959)[13]
- "The Key" (1959)[13]
- "All Laced Up" (1961)[13]
- "Change of Heart" (1961)[13]
- "The Bird-Brained Navigator" (1968)[13]
- "Last Dreamer" (1968)[13]
- "When I Was in the Zoo" (1968)
- "No Room in The Stable" (1971)[14][13]
- "Hall of Fame" (1971)[13]
- "The Last Hunt" (1973)[13]

## Legături externe
- A. Bertram Chandler 1912–1984 at bertramchandler.com
- The Rim Worlds Concordance
- Inception of The Ehrenhaft Drive (Gaussjammers)
- Online text of "The Rim Gods" Arhivat în 22 aprilie 2009, la Wayback Machine.
- A. Bertram Chandler la Internet Speculative Fiction Database
- Todd Bennett's The Worlds of A. Bertram Chandler
- Lucrări de A. Bertram Chandler la LibriVox (cărți audio aflate în domeniul public) | Control de autoritate | - BIBSYS: 12065262 - BNF: cb125960160 (data) - CiNii: DA07476326 - ISNI: 0000 0001 1450 5112 - LCCN: n82088603 - NDL: 00435684 - NKC: xx0022782 - NLA: 35027218 - SNAC: w6vf5rrx - SUDOC: 235434388 - VIAF: 85444448 - WorldCat Identities (via VIAF): 85444448 |  |